# Vire-sur-Lot
Vire-sur-Lot is een gemeente in het Franse departement Lot (regio Occitanie) en telt 322 inwoners (1999). De plaats maakt deel uit van het arrondissement Cahors.

## Geografie
De oppervlakte van Vire-sur-Lot bedraagt 7,7 km², de bevolkingsdichtheid is 41,8 inwoners per km².
De onderstaande kaart toont de ligging van Vire-sur-Lot met de belangrijkste infrastructuur en aangrenzende gemeenten.

## Demografie
Onderstaande figuur toont het verloop van het inwonertal (bron: INSEE-tellingen).

1. ↑  Populations de référence 2022.